# Bocchoris albipunctalis
Bocchoris albipunctalis is een vlinder uit de familie van de grasmotten (Crambidae), uit de onderfamilie van de Spilomelinae. De wetenschappelijke naam van deze soort is voor het eerst voorgesteld door Jinshichi Shibuya in een publicatie uit 1929.
De soort komt voor in Japan (Bonin-eilanden).